# Expulsion des villes palestiniennes de Lydda et Ramle

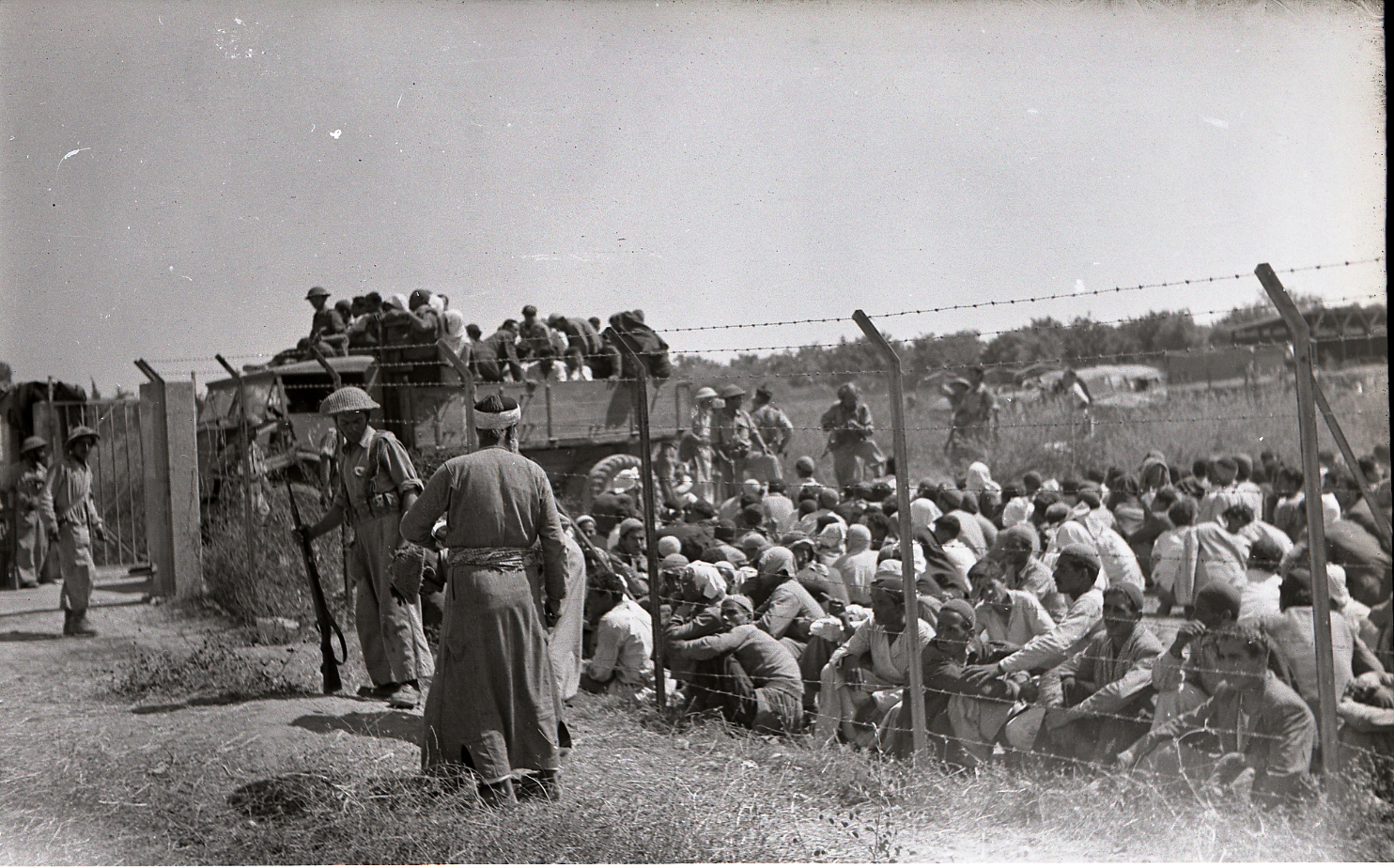
Des hommes palestiniens dans la ville de Ramle vus derrière une clôture de barbelés, avant d'être expulsés par les forces israéliennes.

L'expulsion des Palestiniens de Lydda et Ramle, auquel les Palestiniens font référence en tant que Marche de la Mort de Lydda, se produisit en juillet 1948 durant la Première Guerre israélo-arabe. Entre 50 000 et 70 000 Palestiniens s'enfuirent ou furent expulsés de ces deux villes et des 25 villages environnants après la conquête de la zone par les Israéliens au cours de l'Opération Dani,.

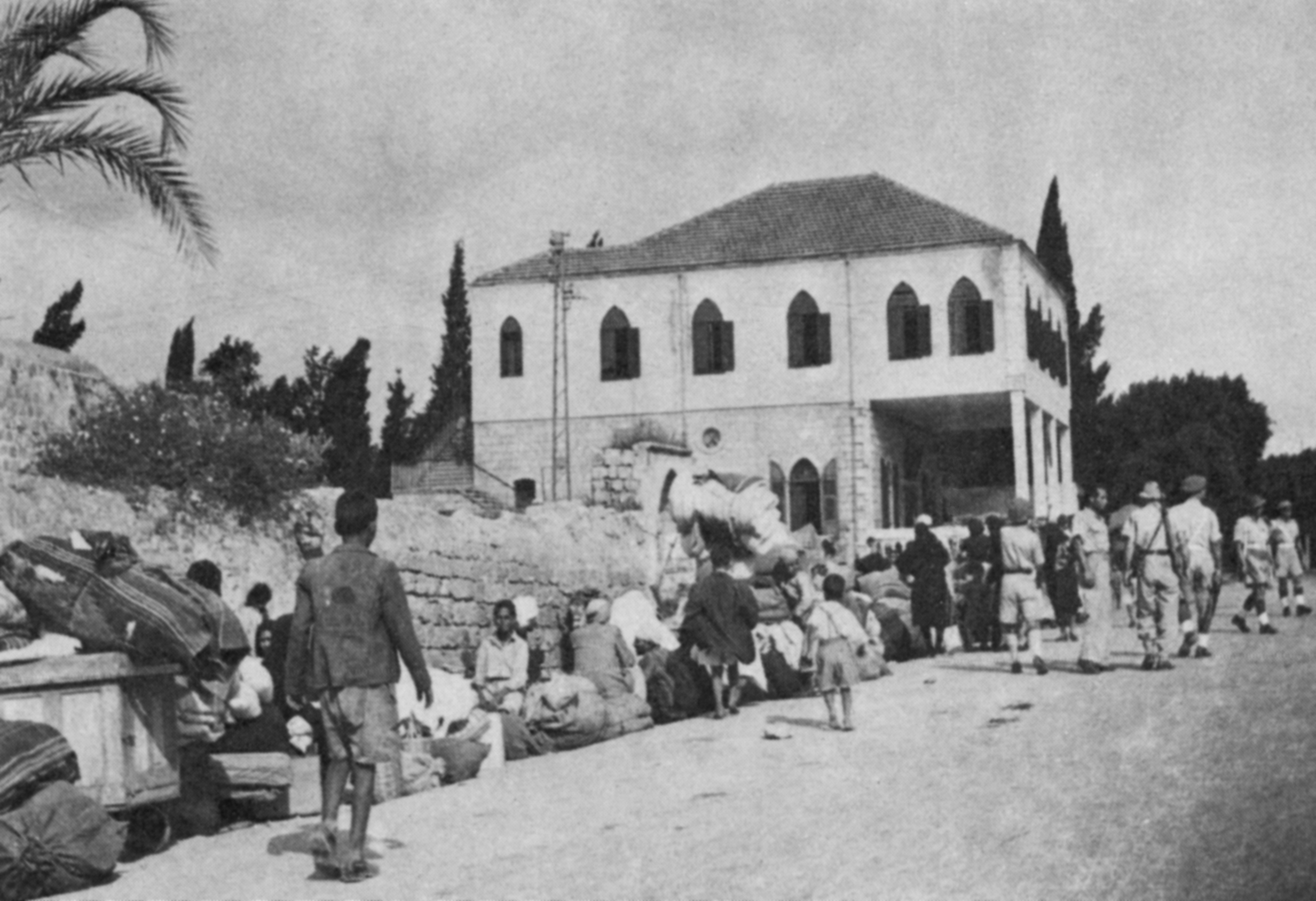
Réfugiés escortés hors de Ramle.

Les habitants de Ramle furent pour la plupart conduits en bus jusqu'à al-Qubab d'où ils marchèrent jusqu'aux lignes de la Légion arabe à Latroun et Salbit. Ceux de Lydda n'avaient pas de moyens de transport ; ils marchèrent 6 kilomètres jusqu'à Beit Nabala puis 11 kilomètres jusqu'à Barfiliya, sous des températures de 30-35 °C, transportant tout ce qu'ils avaient pu prendre avec eux. De là, la Légion arabe aida la plupart à atteindre le camp de réfugiés de Ramallah à quelque 50 kilomètres,.
Entre 290 et 450 Palestiniens et 9 à 10 soldats israéliens perdirent la vie durant la bataille de Lydda et dans les violences qui suivirent. Le bilan des morts à Ramle est inconnu mais vraisemblablement moindre étant donné que la ville se rendit immédiatement.
Le nombre de réfugiés qui moururent durant la marche est également inconnu et varie selon les sources. Les estimations vont « d'une poignée, et peut-être des dizaines »  à 355, principalement des suites de la fatigue et de la déshydratation, mais des témoignages affirment également que des réfugiés furent tués pour avoir refusé d'abandonner leurs biens aux soldats israéliens. Au total, environ 1000 personnes perdirent la vie au cours des événements.
Les expulsions comptent pour un dixième de l'exode palestinien de 1948, un événement commémoré dans le monde arabe en tant que Nakba (« la catastrophe »).

## Contexte

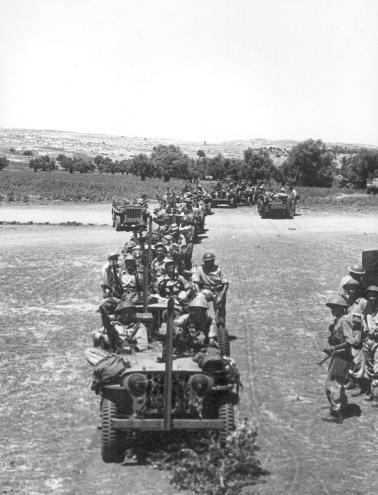
Brigade du 1er bataillon avant l'opération Dani, 1948.

Le 29 novembre 1947, après 30 ans de conflits entre Juifs et Arabes en Palestine mandataire, l'Organisation des Nations unies vota le Plan de Partage de la Palestine, divisant la région entre un État juif, un État arabe et la zone de Jérusalem et sa banlieue, sous contrôle international. Ce fut le début la Guerre de Palestine de 1948, connue dans le monde arabe en tant que « Première Guerre de Palestine », chez les Palestiniens en tant que « la Catastrophe » (al-Naqba) et chez les Israéliens en tant que « Guerre d'indépendance » .
Dans une première phase, jusqu'en mai 1948, tandis que le pays restait sous contrôle britannique, les communautés juives et arabes de Palestine s'affrontèrent dans une guerre civile qui résulta avec l'effondrement de la société arabe palestinienne et l'exode massif de sa population tandis que les 100 000 habitants juifs de Jérusalem se retrouvaient isolés du reste de leur communauté principalement établie dans la plaine côtière.
Le 14 mai 1948, dernier jour du Mandat britannique, l'Indépendance d'Israël fut déclarée. Plusieurs États arabes opposés au Plan de partition, principalement l'Égypte, la Jordanie, l'Irak et la Syrie, intervinrent militairement. Après un mois de durs combats, les Israéliens restaient invaincus. Épuisés et affaiblis par de lourdes pertes, les deux camps acceptèrent un cessez-le-feu de quatre semaines. Le jour précédant la fin de la trêve, les Égyptiens lançaient une offensive, espérant prendre les Israéliens par surprise tandis que ces derniers avaient organisé trois offensives, l'une d'entre elles, l'Opération Dani, dans le secteur de Lydda et Ramle.

## Lydda et Ramle

### Importance stratégique

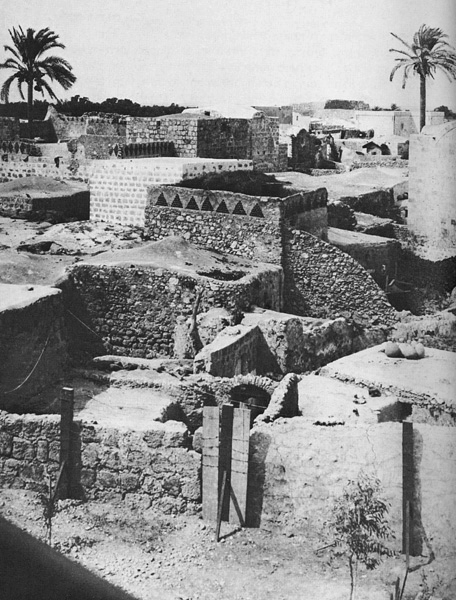
Vieille Ville de Lydda

La fondation de Lydda (Lod) remonte à 6000 avant Jésus-Christ, ce qui en fait une des plus vieilles villes de Palestine. Ramla, 3 km au sud, fut fondée au VIIIe siècle. Les deux villes bénéficièrent d'une position stratégique importante de par leur situation au carrefour des routes principales est-ouest et nord-sud de la région.
En 1948, le plus grand camp militaire britannique était situé à quelques kilomètres au sud-ouest de Lydda à Sarafand, et un des plus importants dépôts britanniques était situé à Beit Nabala, sept kilomètres au nord. L'aéroport principal de Palestine était situé juste au nord de Lydda d'où il était connecté au chemin de fer. La source principale d'approvisionnement en eau de Jérusalem était à Ras al-Ayn, à 15 kilomètres au nord de Lydda.
Durant la guerre civile, les milices arabes s'attaquèrent au trafic juif sur les routes aux abords des deux villes. La Haganah lança une attaque de représailles le 10 décembre 1947 et le 18 février 1948, l'Irgoun fit exploser une bombe dans le marché de Ramle, tuant 7 personnes et en blessant 24. Toujours en février, l'Irgoun tua neuf Arabes et une femme à Abu al-Fadl, près de Ramle. Dans le contexte de la bataille de Latroun, des attaques se produisirent les nuits du 21 au 22 mai, du 24 au 25 mai et du 30 mai quand les Israéliens bombardèrent les deux villes.

### Population
À la suite des attaques et parce que l'approvisionnement en électricité et en eau était souvent interrompu et qu'il y avait pénurie de fioul, le moral de la population arabe était bas. Une des conséquences fut l'exode massif des femmes, des enfants et des vieillards de Ramla malgré les tentatives faites par les miliciens arabes pour les en empêcher.
La présence de nombreux réfugiés dans les villes n'améliora pas la situation. En juillet 1948, il y avait entre 50 000 et 70 000 personnes vivant dans les deux villes dont environ 20 000 réfugiés de Jaffa et d'ailleurs, se considérant en sécurité dans les villes parce qu'elles étaient situées en dehors des territoires attribués à l'État juif par le Plan de partage de l'ONU et parce que les troupes du roi Abdallah y étaient déployées, ce qui impliquait que la région était sous sa protection.
La présence des réfugiés était source de difficultés et de chaos : la plupart n'avaient ni argent ni nourriture et organisaient des expéditions de pillage en dehors des villes pour rassembler de la nourriture malgré le risque des ripostes de l'armée israélienne. Spiro Munayyer, qui travaillait au central téléphonique de Lydda mais qui servit comme membre du personnel paramédical écrivit que : « La vie dans la ville devint intenable. Les allées et les rues étaient bondées de personnes et jonchées de détritus ; bien que la cité employait des équipes sanitaires supplémentaires, les rues étaient à ce point obstruées de gens que les travailleurs étaient incapables d'effectuer leur travail ».
À l'époque, deux familles de notables, les Husseini et les Nashashibi étaient opposées par des rivalités dont l'enjeu était le contrôle politique de la Palestine. Le 13 avril, Alec Kirkbride, l'ambassadeur britannique à Amman, écrivit au Ministre des Affaires étrangères Ernest Bevin que les notables de Lydda et Ramle étaient « terrorisés par les suivants du Mufti [al-Husseini] qui avaient menacé de mort quiconque traiterait avec la Légion arabe ».

### Pillage
Pendant les opérations de conquête et d'expulsion, le pillage des biens palestiniens est organisé à grande échelle l'armée israélienne charge 1800 camions du butin pris à Lydda ; le journal de Ben Gourion cite un officier qui emmène son bataillon à Ramle pour qu'il participe au pillage.